# Lac Clef de Sol
Lac Clef de Sol est un lac au Canada situé dans les comtés de l'Abitibi-Témiscamingue et de la province de Québec, dans le sud-est du pays, à 300 km au nord de la capitale Ottawa. 

## Géographie
Le lac Clef de Sol, dont la superficie est de 0,85 kilomètre carré, est situé à 410 mètres d'altitude et s'étend près du lac aux Atocas. 
Le point culminant à proximité se situe à 474 mètres d'altitude, à 3,3 km à l'ouest du lac, qui s'étend sur 2,6 kilomètres dans le sens nord-sud et sur 0,9 km dans la direction est-ouest. 
Aux alentours du lac Clef de Sol, se développent principalement des forêts mixtes.

## Population
La zone autour du lac Clef de Sol est presque inhabitée, avec moins de deux habitants par kilomètre carré. 